# Sudan ai Giochi della XVII Olimpiade
Il Sudan partecipò ai Giochi della XVII Olimpiade che si sono svolti a Roma dal 25 agosto all'11 settembre 1960, con una delegazione di 10 atleti impegnati in quattro discipline: atletica leggera, pugilato, sollevamento pesi e tiro.
Fu la prima partecipazione di questo paese ai Giochi. Non furono conquistate medaglie.